# Nissan GT-R
Der Nissan GT-R ist ein seit Dezember 2007 produziertes, 2+2-sitziges Sportcoupé des japanischen Automobilherstellers Nissan und der Nachfolger des Nissan Skyline GT-R R34.
Das Fahrzeug wurde 13 Jahre lang auch in Europa verkauft, ehe es 2022 wegen neuer Lärmvorschriften vom Markt genommen wurde. Mit dem Konzeptfahrzeug Hyper Force zeigte Nissan im Oktober 2023 auf der Japan Mobility Show einen ersten Ausblick auf ein elektrisch angetriebenes Nachfolgemodell. Das Produktionsende für den GT-R ist für August 2025 geplant.

## Geschichte
Dem Serien-GT-R gingen eine Ende 2001 auf dem Autosalon von Tokio gezeigte Studie gleichen Namens und Ende 2005 ein Prototyp voraus. Im Gegensatz zu seinen Vorgängern wird der GT-R (R35) erstmals nicht mehr nur in einzelnen Märkten wie Japan und Großbritannien vermarktet, sondern auch in Ländern mit Linkslenkung. Der Spitzname „Godzilla“ (im japanischen „gojira“ gesprochen), wird übersetzt mit „König der Monster“ und soll das Prinzip vom Wolf im Schafspelz verdeutlichen. Im Vergleich mit Sportwagen dieser Klasse kann sich der Nissan GT-R hinsichtlich der Leistungswerte und Anschaffungskosten von anderen Herstellern abheben.
Die Premiere feierte der Wagen auf der Tokyo Motor Show 2007. Der GT-R ist als Nachfolger des Nissan Skyline GT-R (R34) kein Abkömmling der Skyline-Baureihe mehr, sondern ein eigenständiges Modell innerhalb der Nissan-Produktpalette.
In den Vereinigten Staaten war der GT-R am 17. Februar 2008 ab 70.000 Dollar erhältlich.
Zum Verkaufsstart standen die Ausführungen GT-R (81.800 Euro), GT-R Black Edition (85.200 Euro) und GT-R Premium Edition (83.500 Euro) zur Verfügung.

## Motor und Technik

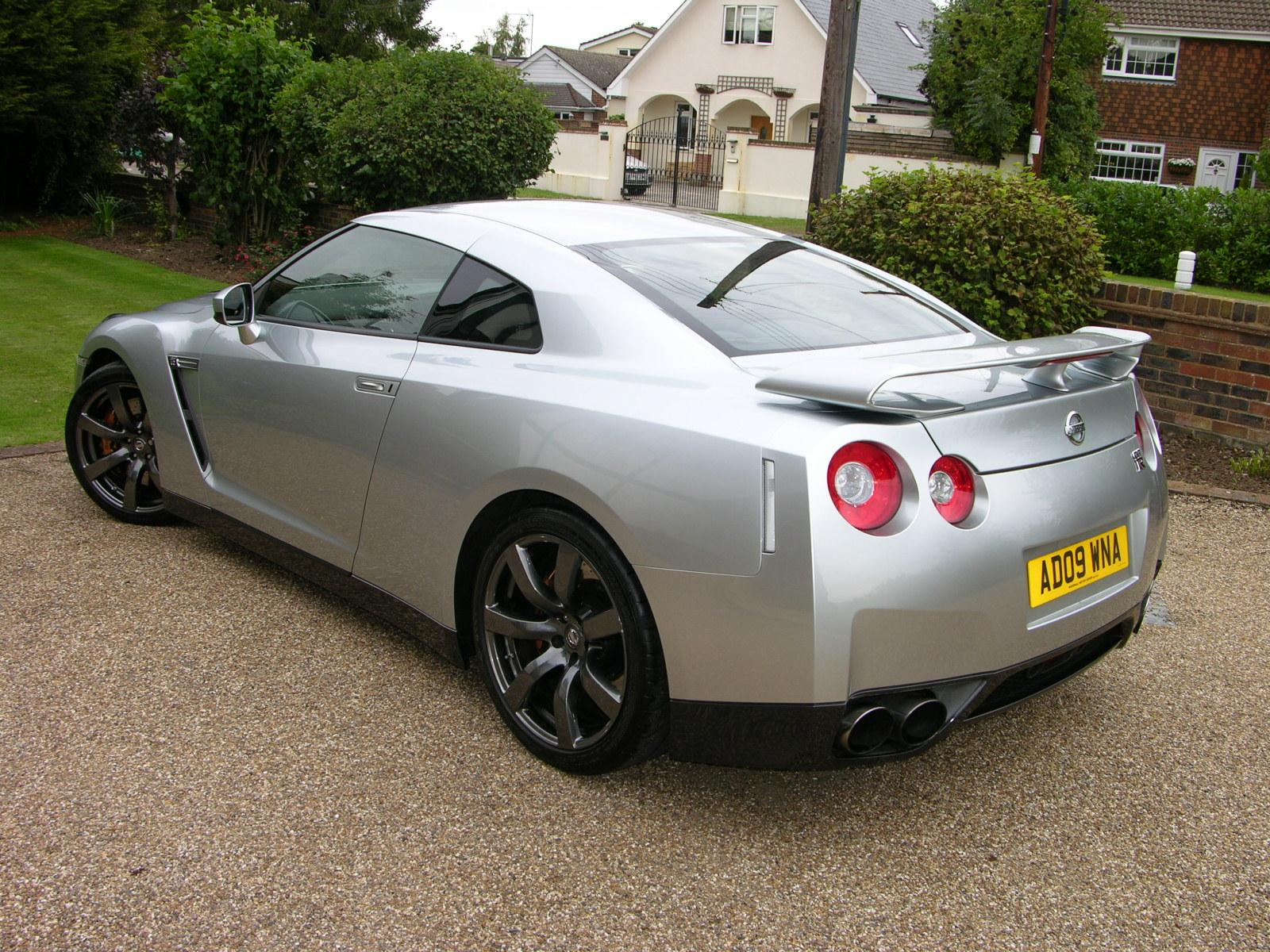
Heckansicht

Der GT-R wird von einem 3,8 Liter großen V6-Motor angetrieben, der von zwei Turboladern aufgeladen wird. Er erreicht so eine Leistung von anfangs 357 kW (485 PS); nach 2010 bzw. zum Modelljahr 2011 wurde er leicht überarbeitet und leistete 390 kW (530 PS). Durch erneute Modifizierungen wurde die Leistung bis Modelljahr 2016 mehrmals leicht gesteigert; sie beträgt aktuell 419 kW (570 PS) und als „Nismo“-Version seit ihrer Einführung durchgehend 441 kW (600 PS). Nismo ist die Motorsportabteilung von Nissan.
Wie seine Vorgängermodelle besitzt der GT-R Allradantrieb, allerdings mit neuer, patentierter Technik. Dabei fährt das Fahrzeug normalerweise mit Hinterradantrieb und schaltet, wie schon beim Nissan Skyline R34 GT-R, erst bei zu viel Schlupf die vorderen Räder hinzu. In dem Bemühen, das Gewicht nicht zu sehr ansteigen zu lassen, wurde im GT-R die Allradlenkung „S-HICAS“ des Vorgängers fallengelassen.
Durch die Transaxle-Bauweise (Motor an der Vorderachse, Getriebe an der Hinterachse) wird beim Nissan GT-R eine vorteilhafte Gewichtsverteilung erreicht, die sich speziell im Handling und in den Kurvengeschwindigkeiten vorteilhaft bemerkbar macht.
Anfang 2009 stellte Nissan, zunächst nur für den Verkauf in Japan, die „SpecV“-Variante des GT-R vor. Der Verkauf begann am 2. Februar bei sieben ausgewählten Händlern. Für Europa waren insgesamt 40 Stück vorgesehen. Die maximale Leistung blieb unverändert, das Drehmoment erfährt für maximal 80 Sekunden einen Zuwachs von 20 Nm. Der SpecV ist durch diverse Maßnahmen zur Gewichtsreduktion etwa 80 kg leichter als die Standardversion. Verschiedene Anbauteile, darunter die Rennschalensitze, bestehen aus CFK. Die hinteren Sitze wurden entfernt. Die Bremsanlage hat Keramikbremsscheiben und das Fahrzeug erhielt leichtere Räder. Das Abgassystem besteht aus Titan. Zusätzlich wurde das Fahrwerk noch verstärkt, ist nun aber nicht mehr dreistufig adaptiv wie beim serienmäßigen GT-R. Die Auflage dieser Serie war begrenzt und das Fahrzeug kostete umgerechnet 149.990 Euro.

## Modellpflege

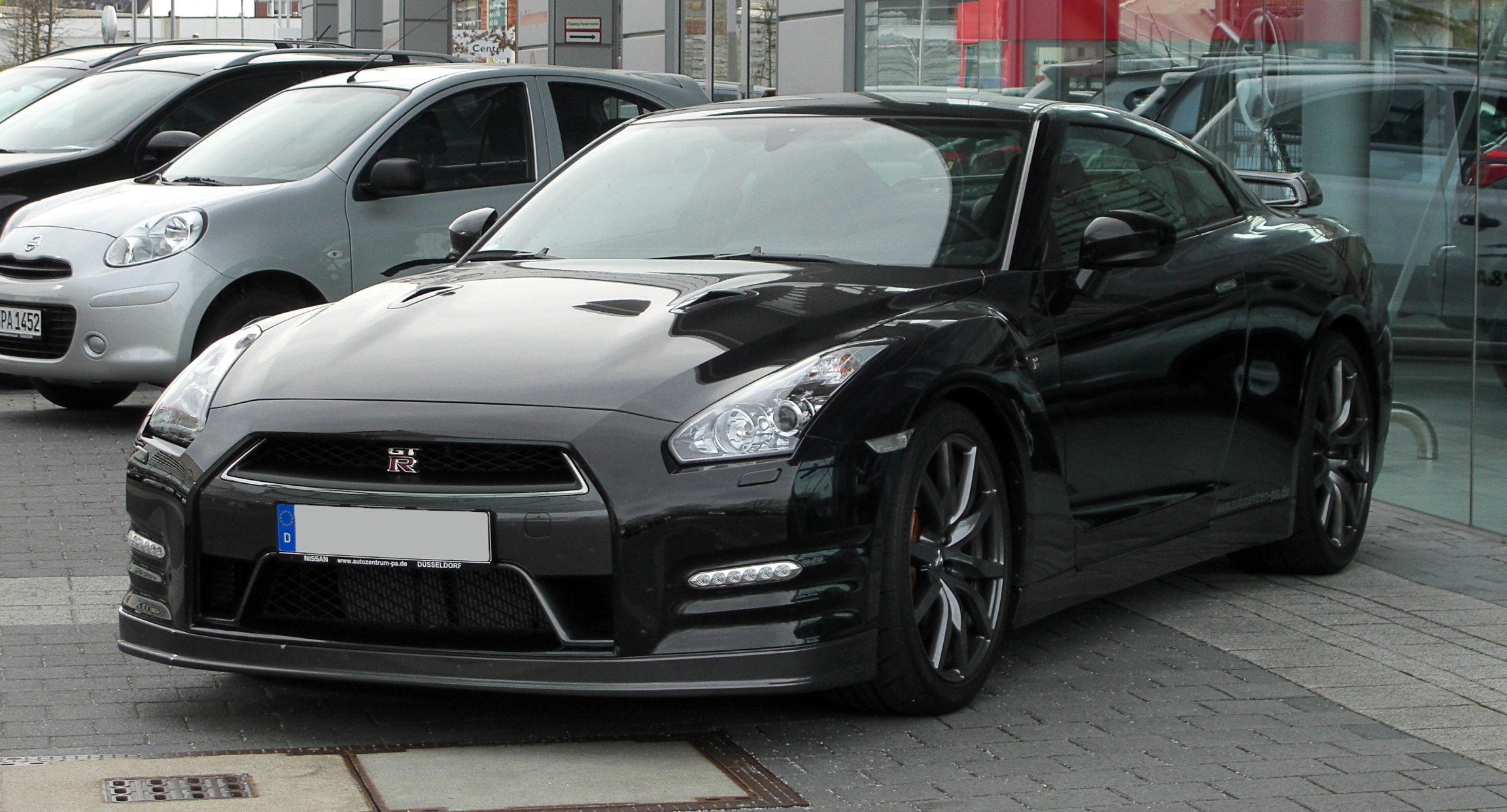
Nissan GT-R (2010–2016)

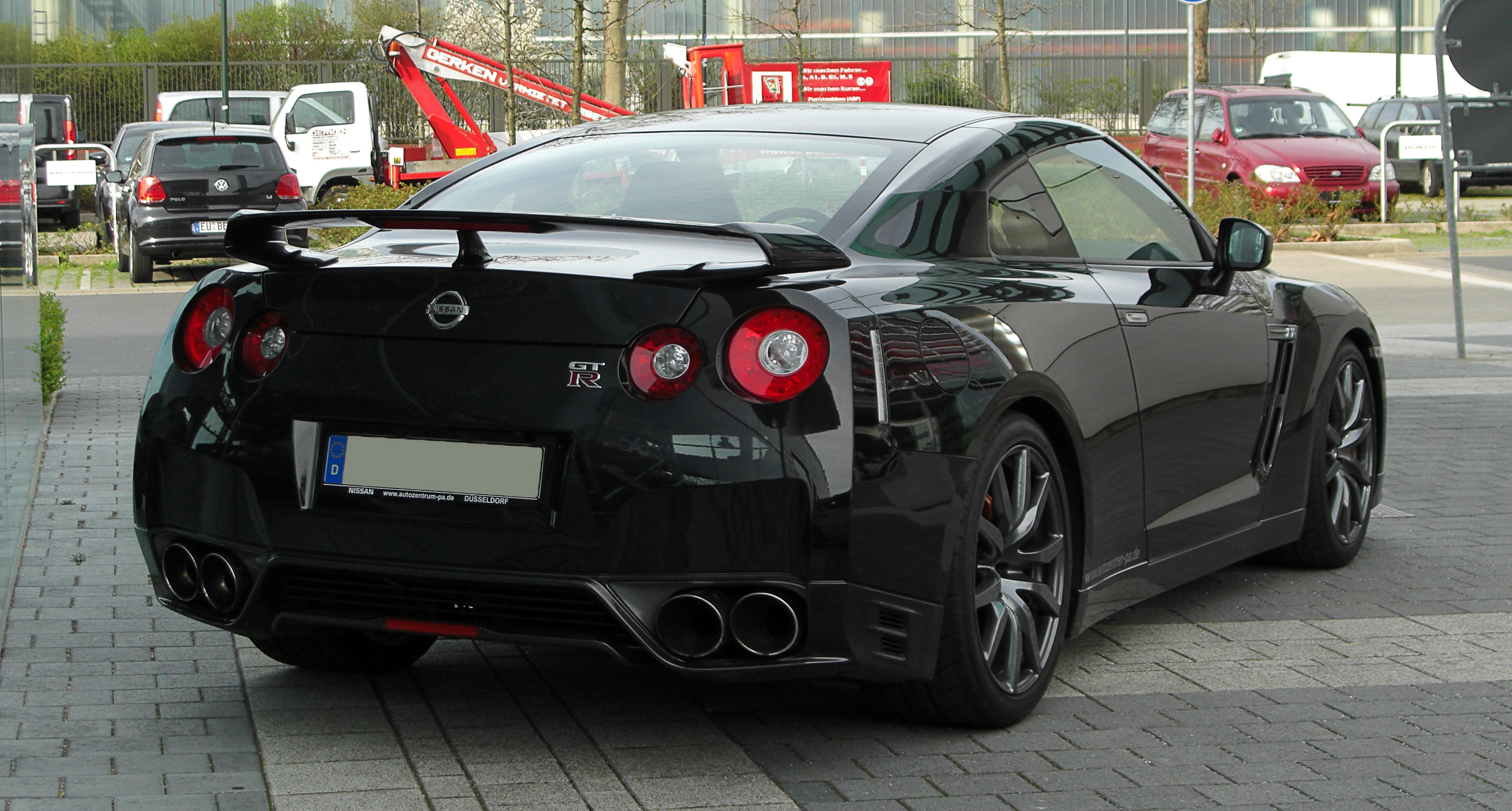
Heckansicht

### Gen.2 (DBA, 530PS Version)
Seit dem 19. Oktober 2010 gab es für das Modelljahr 2011 einen überarbeiteten GT-R. Das Modell erhielt neue LED-Tagfahrlichter vorne und einen markanten Heckdiffusor hinten. Geändert wurden die Fahrwerksgeometrie sowie die Dämpferkennlinien. Zudem wurde die Karosserie weiter versteift, was noch mehr Stabilität in den Kurven bringt. Der Motor verfügte fortan über 390 kW (530 PS) bei 6400/min. Gestiegen ist auch das Drehmoment auf 612 Nm bei 3200 bis 6400/min.

### Gen.3 (DBA, 550PS Version)
Zum Modelljahrgang 2012 wurde die Leistung auf 404 kW (550 PS) angehoben. Für das Modelljahr 2013 folgte eine weitere kleine Überarbeitung: Der Motor, der nach wie vor 404 kW (550 PS) leistet, wurde optimiert, zudem wurde das Fahrwerk überarbeitet. Der Preis lag nun bei 96.900 Euro.
Im Herbst 2013 wurde der GT-R erneut überarbeitet. Die Leistung von 404 kW (550 PS) blieb unverändert, verbessert wurden das Ansprechverhalten und der Durchzug im mittleren und oberen Drehzahlbereich. Außerdem wurde die Karosseriesteifigkeit erhöht und der Schwerpunkt abgesenkt.
Zum Modelljahr 2014 gab es wieder einige Neuerungen. Der GT-R erhielt LED-Scheinwerfer, die sich automatisch an die Geschwindigkeit anpassen und zudem in Kurven eine bessere Ausleuchtung bieten. Des Weiteren wurden Fahrwerk und Lenkung in puncto Stabilität und Komfort überarbeitet, die Stabilisatoren und Dämpfer wurden neu abgestimmt. Der Schwerpunkt wurde mit dem neuen Modelljahr nochmals abgesenkt. Die Heckleuchten erhielten eine neue Grafik in Form von vier LED-Ringen. Für Deutschland wurde ein Basispreis von 96.900 Euro angegeben.
Seit August 2014 wird eine Sportversion des Nissan GT-R von Nissans hauseigener Motorsportabteilung Nismo angeboten, deren Leistung auf 441 kW (600 PS) gesteigert wurde.

### Gen.4 (EBA, 570PS Version)

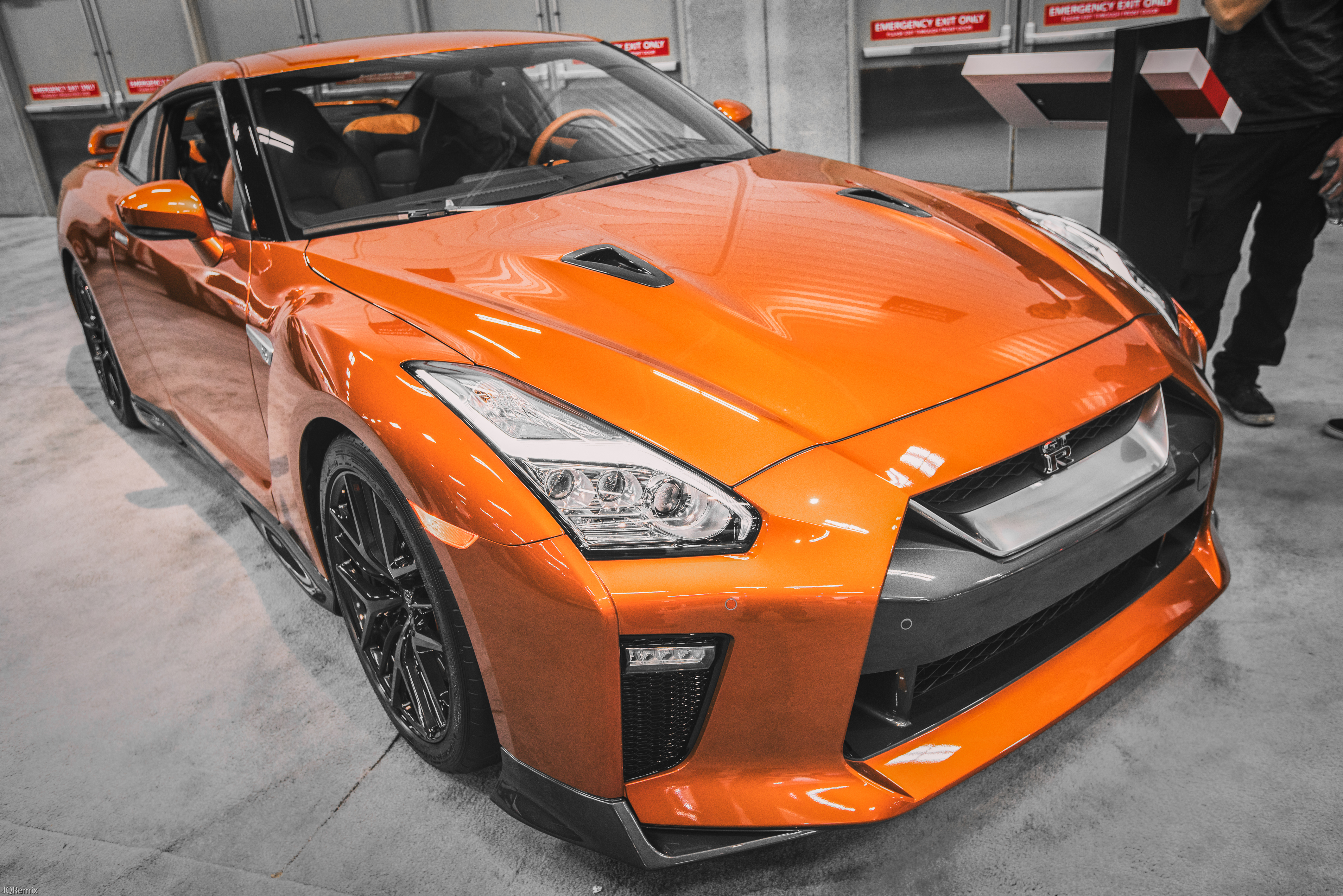
Nissan GT-R (2016–2023)

Für das Jahr 2017 wurde das Modell im August 2016 ein weiteres Mal optisch und technisch überarbeitet. Die Leistung stieg auf 570 PS und der Preis auf 99.900 Euro. Bei diesem Facelift wurde auch das Nissan-Markengesicht eingeführt und zum ersten Mal in der Modellgeschichte der Innenraum geändert. Das Armaturenbrett erhielt eine neue Form, modernere Klima-Bedienelemente, deutlich wertigere Mittelkonsole, ein komplett neues Lenkrad und Details wie DAB im Radio.
Dazu waren ab diesem Modell abgesehen vom Nismo-Modell drei verschiedene Ausstattungsvarianten erhältlich: Black Edition (standard Kunstleder), Prestige Edition (gehobene Lederausstattung), und Track-Edition (nismo upgrades für Sitze, Felgen, Fahrwerk und Karosserie).

### Gen.5
Ein weiteres Facelift folgte im Januar 2023. Diese Version ist jedoch nur in Japan und den USA erhältlich, da für den europäischen Markt zu viele technische Anpassungen erforderlich gewesen wären.

## Fahrleistungen
Nissan selbst vermeldete für die erste Version mit 485 PS eine Rundenzeit von 7:26,8 Minuten auf der Nürburgring-Nordschleife. Nach der ersten Modifizierung 2011 leistete der GT-R 530 PS; die Nürburgring-Nordschleife umrundete dieses Modell in bestätigten 7:24,22 min.
2012 folgte eine weitere Überarbeitung: Durch die Optimierung des V6-Biturbo-Motors, der nun 404 kW (550 PS) leistet, konnte die Beschleunigung aus dem Stand auf Tempo 100 laut Werksangaben um eine Zehntelsekunde auf 2,7 s verbessert werden. Durch diese Maßnahmen schafft das aktuelle Modell die Umrundung der Nordschleife in 7:18.60 Minuten.
Der erste Nissan GT-R mit 485 PS hat im britischen Automagazin Top Gear die serieneigene Teststrecke, einen Flugplatzkurs auf dem Dunsfold Aerodrome in der Grafschaft Surrey, schneller umrundet als ein Chevrolet Corvette C6 Z06, Ford GT, Porsche Carrera GT und ein Lamborghini Murcielago LP640.
Der Sprint bis Tempo 100 dauert bei der Euro-Version des aktuellen GT-R mit 570 PS laut Werksangaben 2,8 Sekunden. Beim GT-R Nismo mit 600 PS sind es ebenso 2,8 Sekunden.
Die Höchstgeschwindigkeit des aktuellen GT-R wird von Nissan mit 315 km/h angegeben.

## Technische Daten
| Modell                                | Mk1 (CBA) | Mk2 (DBA) | Mk3 (DBA) | Mk4 (EBA) | Nismo |
| ------------------------------------- | --- | --- | --- | --- | --- |
| Bauzeitraum                           | 2008–04/2011 | 04/2011–01/2012 | 01/2012–08/2016 | seit 08/2016 | seit 08/2014 |
| Motor                                 | Ottomotor | Ottomotor | Ottomotor | Ottomotor | Ottomotor |
| Motorbauart                           | vorn längs eingebauter Bi-Turbo-V6-Ottomotor, Motorblock und Zylinderkopf aus Aluminium                                       | vorn längs eingebauter Bi-Turbo-V6-Ottomotor, Motorblock und Zylinderkopf aus Aluminium                                       | vorn längs eingebauter Bi-Turbo-V6-Ottomotor, Motorblock und Zylinderkopf aus Aluminium                                       | vorn längs eingebauter Bi-Turbo-V6-Ottomotor, Motorblock und Zylinderkopf aus Aluminium                                       | vorn längs eingebauter Bi-Turbo-V6-Ottomotor, Motorblock und Zylinderkopf aus Aluminium                                       |
| Ventilsteuerung                       | vier Ventile pro Zylinder, vier obenliegende Nockenwellen mit Kettenantrieb, variable Steuerzeitenregelung der Einlassventile | vier Ventile pro Zylinder, vier obenliegende Nockenwellen mit Kettenantrieb, variable Steuerzeitenregelung der Einlassventile | vier Ventile pro Zylinder, vier obenliegende Nockenwellen mit Kettenantrieb, variable Steuerzeitenregelung der Einlassventile | vier Ventile pro Zylinder, vier obenliegende Nockenwellen mit Kettenantrieb, variable Steuerzeitenregelung der Einlassventile | vier Ventile pro Zylinder, vier obenliegende Nockenwellen mit Kettenantrieb, variable Steuerzeitenregelung der Einlassventile |
| Motortyp                              | VR38DETT | VR38DETT | VR38DETT | VR38DETT | VR38DETT |
| Hubraum                               | 3799 cm³ | 3799 cm³ | 3799 cm³ | 3799 cm³ | 3799 cm³ |
| Bohrung × Hub                         | 95,5 mm × 88,4 mm | 95,5 mm × 88,4 mm | 95,5 mm × 88,4 mm | 95,5 mm × 88,4 mm | 95,5 mm × 88,4 mm |
| Verdichtung                           | 9:1 | 9:1 | 9:1 | 9:1 | 9:1 |
| Gemischaufbereitung                   | NISSAN EGI (ECCS)-System – elektronisch geregelte Einspritzung                                                                | NISSAN EGI (ECCS)-System – elektronisch geregelte Einspritzung                                                                | NISSAN EGI (ECCS)-System – elektronisch geregelte Einspritzung                                                                | NISSAN EGI (ECCS)-System – elektronisch geregelte Einspritzung                                                                | NISSAN EGI (ECCS)-System – elektronisch geregelte Einspritzung                                                                |
| Kraftstoffart                         | Super-Plus nach DIN EN 228 (ROZ 100)                                                                                          | Super-Plus nach DIN EN 228 (ROZ 100)                                                                                          | Super-Plus nach DIN EN 228 (ROZ 100)                                                                                          | Super-Plus nach DIN EN 228 (ROZ 100)                                                                                          | Super-Plus nach DIN EN 228 (ROZ 100)                                                                                          |
| Tankinhalt                            | 74 Liter | 74 Liter | 74 Liter | 74 Liter | 74 Liter |
| max. Leistung bei 1/min               | 357 kW (485 PS) bei 6400 | 390 kW (530 PS) bei 6400 | 404 kW (550 PS) bei 6400 | 419 kW (570 PS) bei 6800 | 441 kW (600 PS) bei 6800 |
| max. Drehmoment                       | 588 Nm bei 3200–5200 | 612 Nm bei 3200–6000 | 632 Nm bei 3200–5800 | 637 Nm bei 3300–5800 | 652 Nm bei 3600–5800 |
| Leergewicht (EG) min./max. kg         | 1815–1822 | 1815–1822 | 1815–1825 Track Pack 1735–1806                                                                                                | 1820–1827 | 1800 |
| Getriebe, serienmäßig                 | GR6 – 6-Gang-Doppelkupplungsgetriebe                                                                                          | GR6 – 6-Gang-Doppelkupplungsgetriebe                                                                                          | GR6 – 6-Gang-Doppelkupplungsgetriebe                                                                                          | GR6 – 6-Gang-Doppelkupplungsgetriebe                                                                                          | GR6 – 6-Gang-Doppelkupplungsgetriebe                                                                                          |
| Antrieb, serienmäßig                  | Allradantrieb (ATTESA ET-S)                                                                                                   | Allradantrieb (ATTESA ET-S)                                                                                                   | Allradantrieb (ATTESA ET-S)                                                                                                   | Allradantrieb (ATTESA ET-S)                                                                                                   | Allradantrieb (ATTESA ET-S)                                                                                                   |
| Vorderradaufhängung                   | Doppelquerlenkervorderachse aus geschmiedetem Aluminium, federtragender Stoßdämpfer und Stabilisator                          | Doppelquerlenkervorderachse aus geschmiedetem Aluminium, federtragender Stoßdämpfer und Stabilisator                          | Doppelquerlenkervorderachse aus geschmiedetem Aluminium, federtragender Stoßdämpfer und Stabilisator                          | Doppelquerlenkervorderachse aus geschmiedetem Aluminium, federtragender Stoßdämpfer und Stabilisator                          | Doppelquerlenkervorderachse aus geschmiedetem Aluminium, federtragender Stoßdämpfer und Stabilisator                          |
| Hinterradaufhängung                   | Multilenkerhinterachse aus geschmiedetem Aluminium                                                                            | Multilenkerhinterachse aus geschmiedetem Aluminium                                                                            | Multilenkerhinterachse aus geschmiedetem Aluminium                                                                            | Multilenkerhinterachse aus geschmiedetem Aluminium                                                                            | Multilenkerhinterachse aus geschmiedetem Aluminium                                                                            |
| Beschleunigung, 0–100 km/h in s       | 3,5 | 3,0 | 2,7 | 2,8 | 2,8 |
| Höchstgeschwindigkeit, km/h           | 310 | 315 | 315 | 315 | 315 |
| Kraftstoffverbrauch (gesamt l/100 km) | 12,2 | 12,4 | 11,8 | 11,8 | 11,8 |
| Kaufpreis Deutschland                 | ab 90.900 Euro | ab 92.400 Euro | ab 96.900 Euro | ab 99.900 Euro | bis 10/2016: ab 149.990 Euro seit 10/2016: ab 184.950 Euro                                                                    |

## Galerie

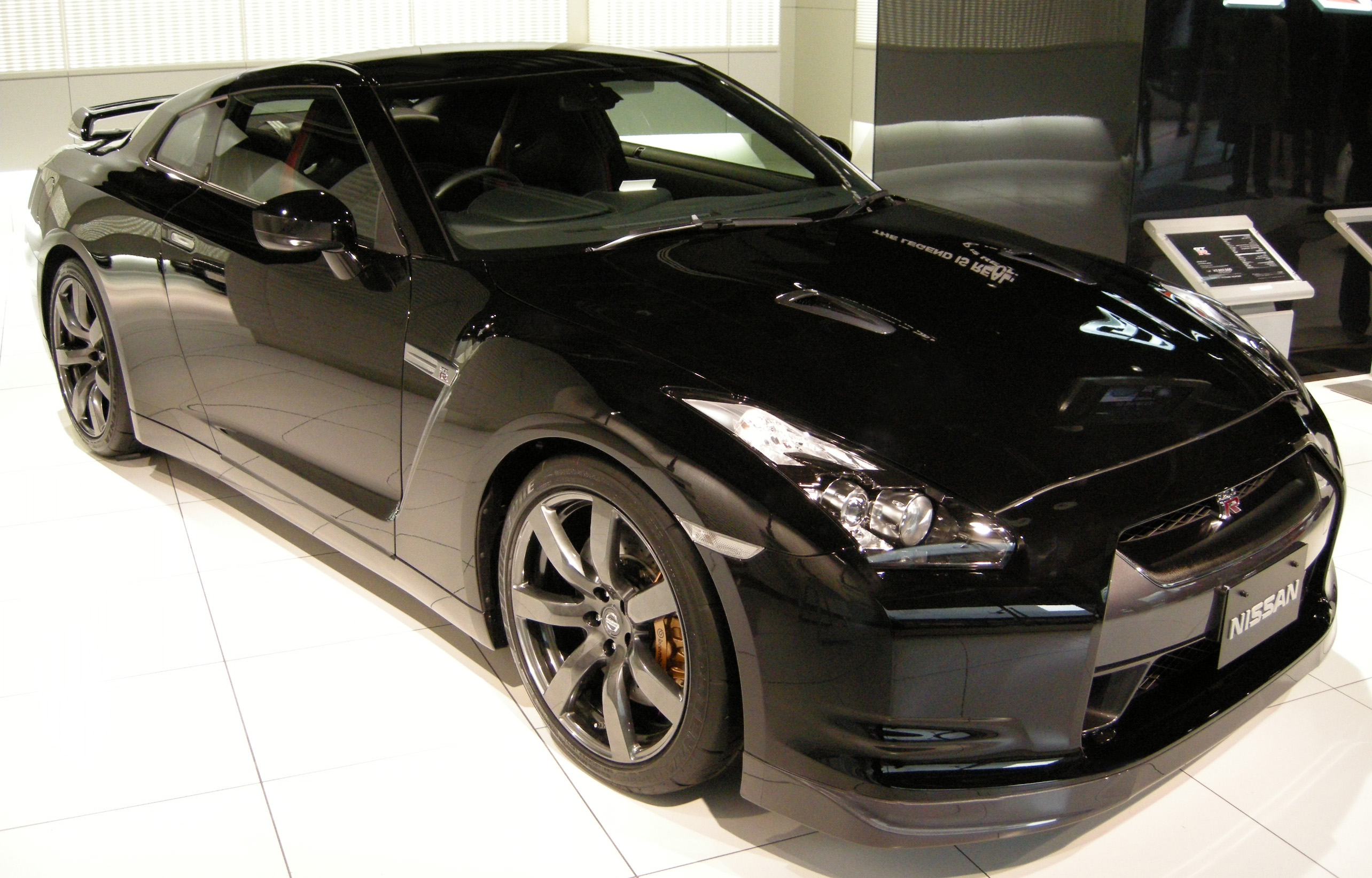
Nissan GT-R „Black Edition“
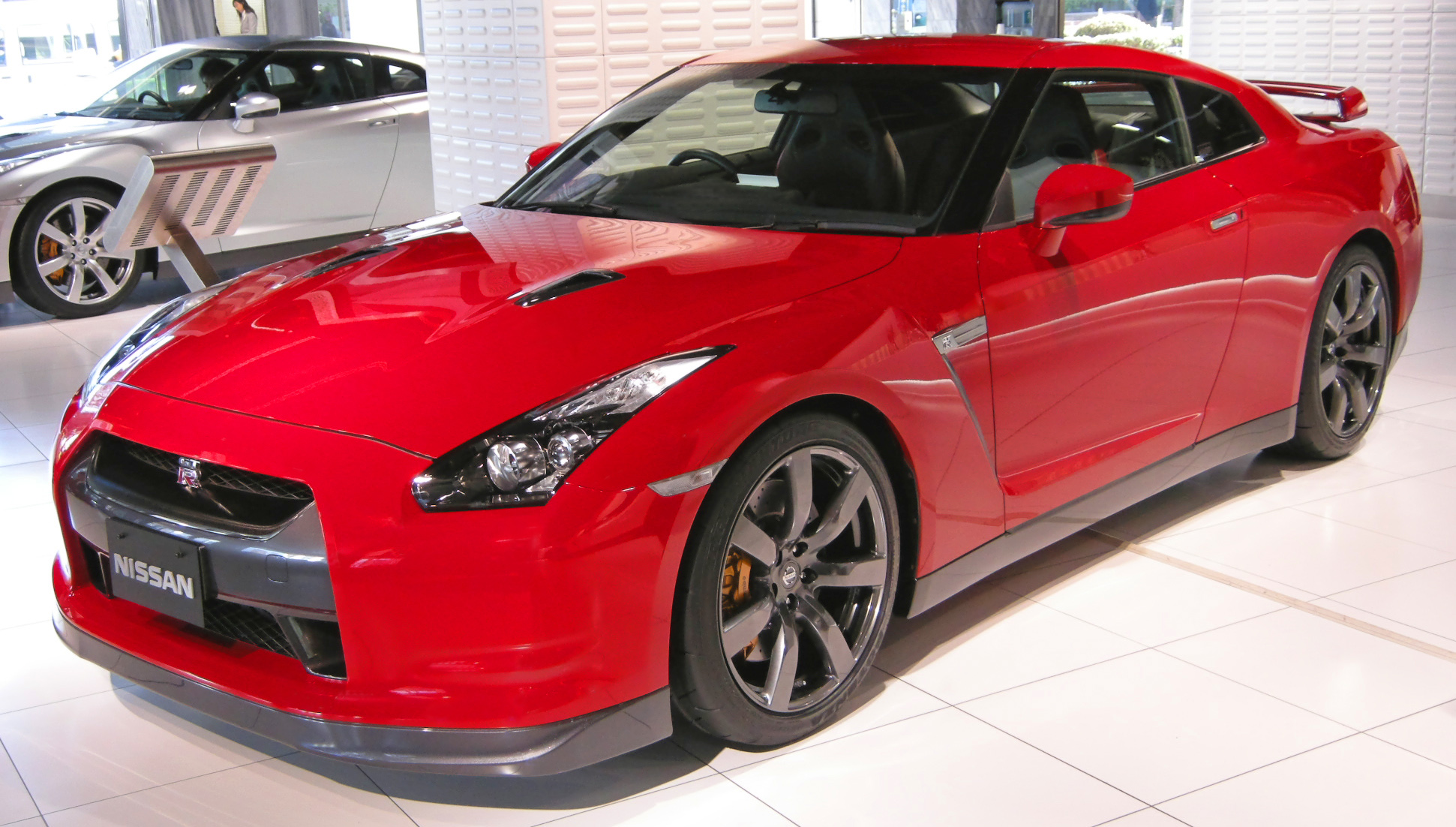
Nissan GT-R „Premium Edition“
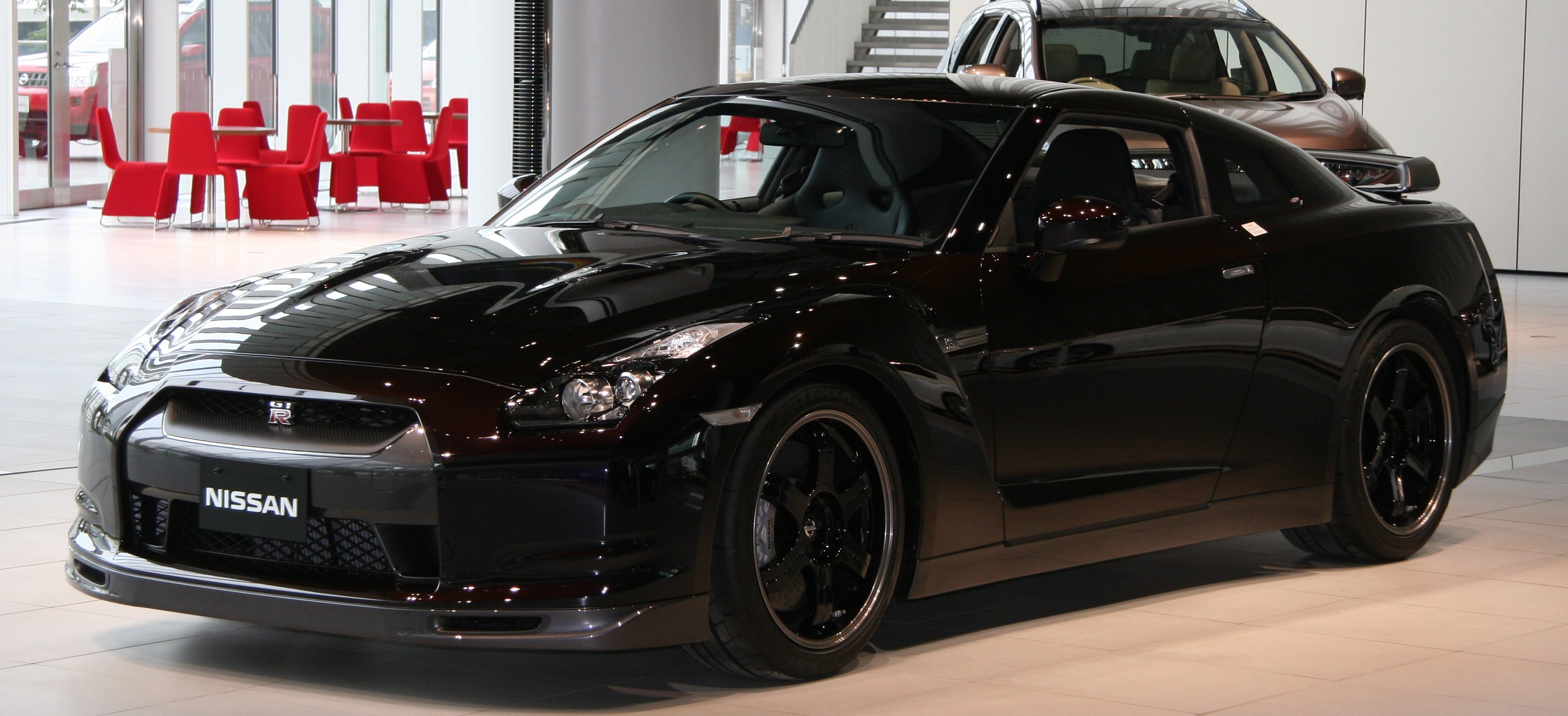
Nissan GT-R SpecV
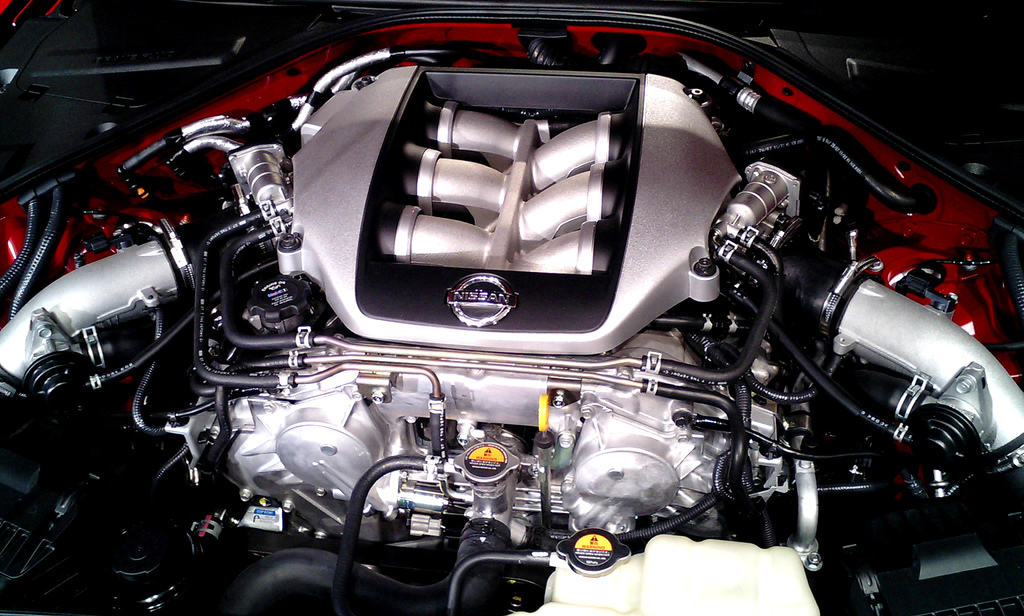
Motor des GT-R
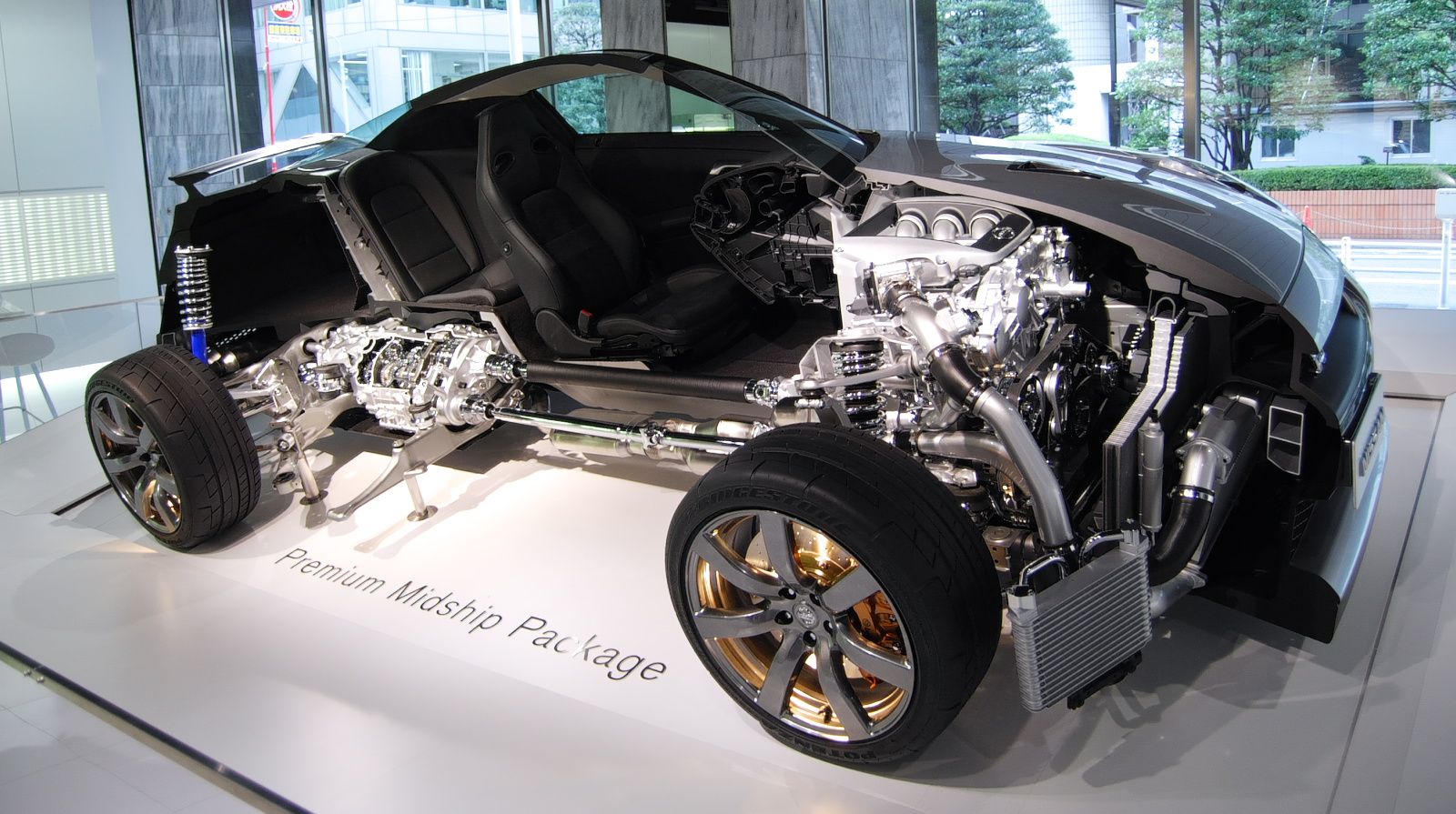
Nissan GT-R Cutmodel
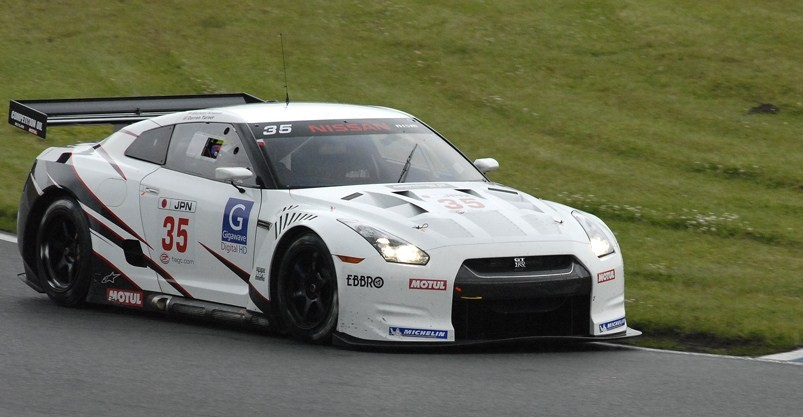
Nissan GT1
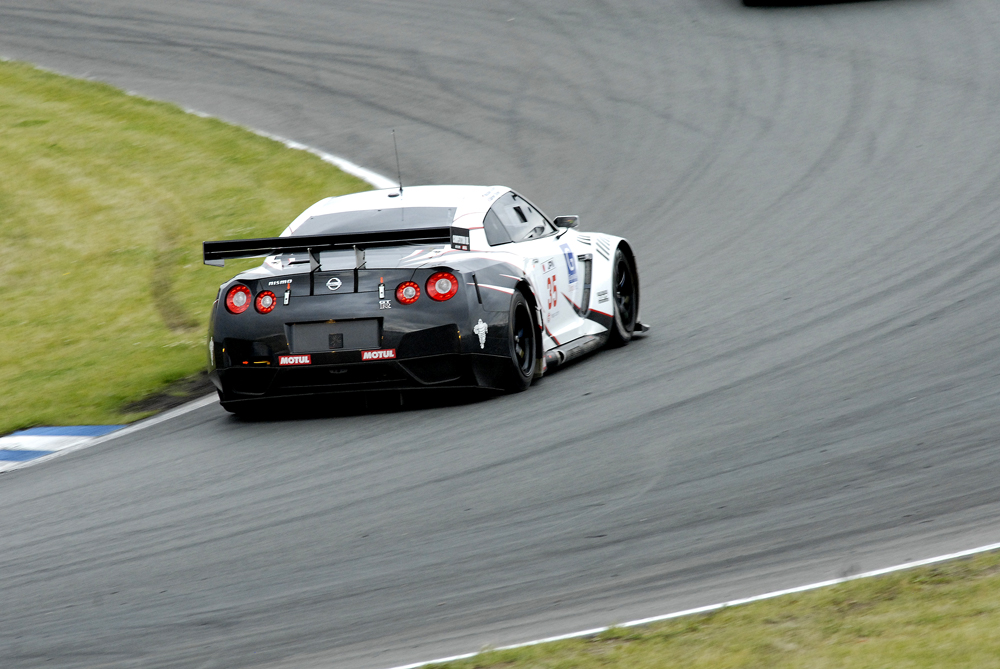
Rückansicht des GT1
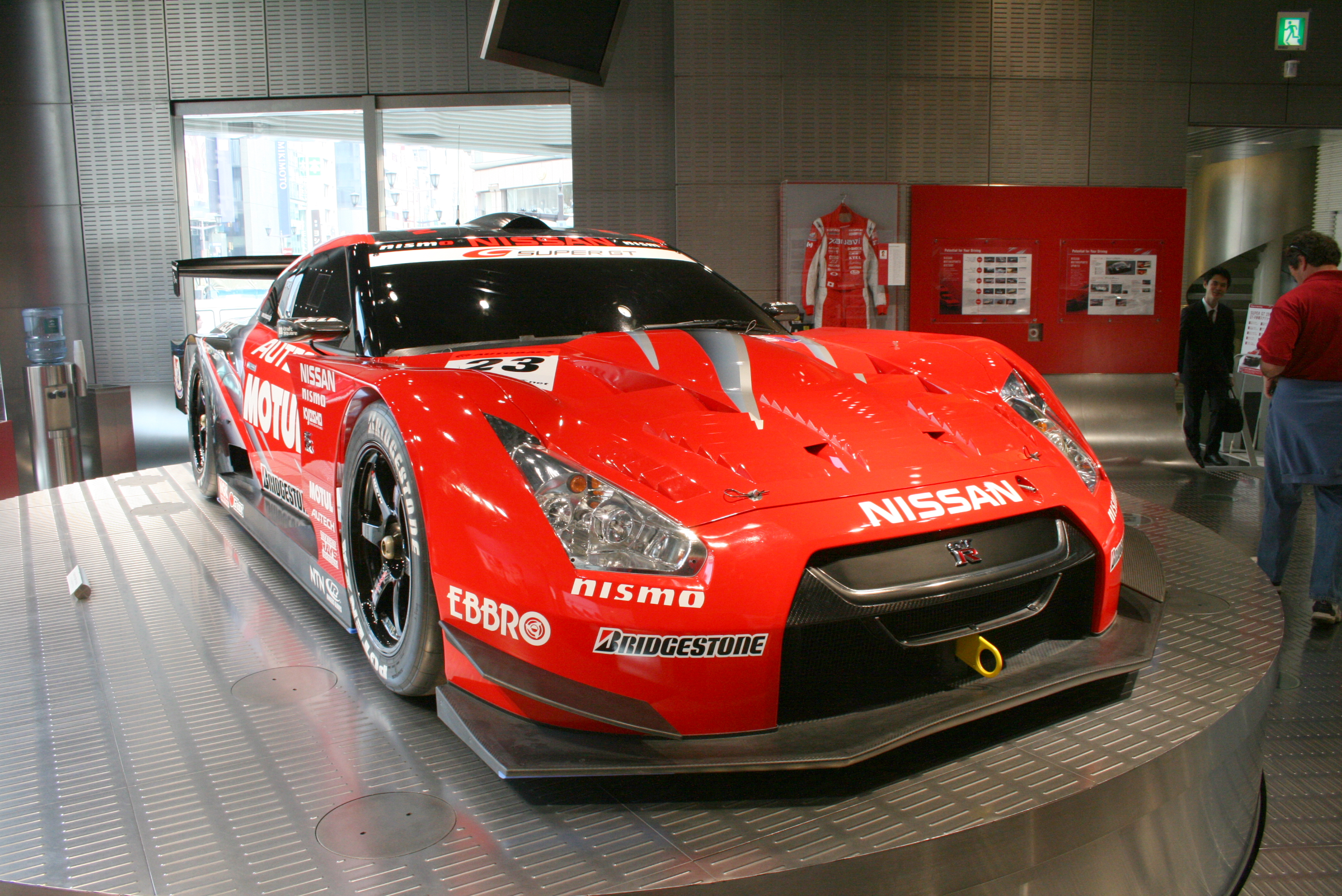
Nismo Motul Autech GT-R

## Rennsport
2008 kündigte Nissan an, dass der neue GT-R den Nissan 350Z in der japanischen Super-GT-Meisterschaft ersetzen werde, obwohl der 350Z erst ein Jahr in der GT500-Klasse mitfuhr. Fünf verschiedene GT-R wurden für den Saisonstart im Jahr 2008 angekündigt. Nismo hatte mit dem Xanavi Nismo GT-R, der am 2. Dezember 2007 auf dem eigenen Nismo-Festival am Fuji Speedway vorgestellt wurde, und dem Motul Autech GT-R gleich zwei Versionen im Einsatz. Im Hasemi-Motorsport-Rennstall kam der YellowHat YMS Tomica GT-R zum Einsatz, der Calsonic Impul GT-R für das Team Impul und der Advan Clarion GT-R für Kondo Racing. Die Fahrzeuge wurden gegenüber der Serienversion stark modifiziert. Eine besondere Modifikation war das Entfernen des Allradantriebes und der Tausch des kompletten Motors. Aufgrund der Regulierungen in der GT500-Klasse entschied sich Nissan dazu, den alten 4,5-Liter-V8-Motor (VK45DE aus dem Super GT Nissan 350Z) mit etwa 330 kW einzusetzen und rüstete die Rennwagen auf Hinterradantrieb um. Das komplette Antriebssystem wurde dem alten Skyline (Super GT) GT-R entnommen. Nissan konnte sowohl 2008 als auch 2009 keinen Gesamttitel mit dem GT-R einfahren.
2010 kam ein völlig überarbeiteter GT-R zum Einsatz, der den Forderungen der FIA, die Leistung zu verringern, Rechnung trug. Zum Einsatz kam der seriennahe 3,4-Liter-V8-Motor VRH34A. Des Weiteren gingen insgesamt nur noch drei Fahrzeuge in der GT500-Klasse an den Start.
Weiters existierte eine GT1-Rennversion des Nissan GT-R, die an der FIA-GT1-Weltmeisterschaft teilnahm.

## Zulassungszahlen
Seit dem Marktstart bis einschließlich Dezember 2022 sind in der Bundesrepublik Deutschland 1.819 Nissan GT-R neu zugelassen worden. Mit 220 Einheiten war 2009 das erfolgreichste Verkaufsjahr.
|  |

|  |

|  |

|  |

|  |

|  |

|  |

|  |

|  |

|  |

|  |

|  |

|  |

|  |

|  |

|  |

|  |

|  |

|  |

|  |

|  |

|  |

|  |

|  |

|  |

|  |

|  |

|  |

|  |

|  |

|  |

|  |

|  |

|  |

|  |

|  |

|  |

|  |

|  |

|  |

|  |

|  |

|  |

|  |

|  |

|  |

|  |

|  |

|  |

|  |

|  |

|  |

|  |

|  |

|  |

|  |

|  |

|  |

|  |

|  |

|  |

|  |

|  |

|  |

|  |

|  |

|  |

|  |

|  |

|  |

|  |

|  |

|  |

|  |

|  |

|  |

|  |

|  |

|  |

|  |

|  |

|  |

|  |

|  |

|  |

|  |

|  |

|  |

|  |

|  |

|  |

|  |

|  |

|  |

|  |

|  |

|  |

|  |

|  |

|  |

|  |

|  |

|  |

|  |

|  |

|  |

|  |

|  |

|  |

|  |

|  |

|  |

|  |

|  |

|  |

|  |

|  |

|  |

|  |

|  |

|  |

|  |

|  |

|  |

|  |

|  |

|  |

|  |

|  |

|  |

|  |

|  |

|  |

|  |

|  |

|  |

|  |

|  |

|  |

|  |

|  |

|  |

|  |

|  |

|  |

|  |

|  |

|  |

|  |

|  |

|  |

|  |

|  |

|  |

|  |

|  |

|  |

|  |

|  |

|  |

|  |

|  |

|  |

|  |

|  |

|  |

|  |

|  |

|  |

|  |

|  |

|  |

|  |

|  |

|  |

|  |

|  |

|  |

|  |

|  |

|  |

|  |

|  |

|  |

|  |

|  |

|  |

|  |

|  |

|  |

|  |

|  |

|  |

|  |

|  |

|  |

|  |

|  |

|  |

|  |

|  |

|  |

|  |

|  |

|  |

|  |

|  |

|  |

|  |

|  |

|  |

|  |

|  |

|  |

|  |

|  |

|  |

|  |

|  |

|  |

|  |

|  |

|  |

|  |

|  | Benziner (1.819) |

|  | Benziner (1.819) |

## Belege
1. ↑  Mick Chan: R35 Nissan GT-R discontinued in Europe after 13 years. In: paultan.org. 22. März 2022, abgerufen am 22. März 2022 (englisch).
2. ↑  Robin Hornig: Ausblick auf GT-R, RX-9, MR2, SVX und Prelude. In: autobild.de. 25. Oktober 2023, abgerufen am 25. Oktober 2023.
3. ↑  Tim Stevens: Farewell, Godzilla: One Last Lap In the Nissan GT-R. In: motor1.com. 17. Dezember 2024, abgerufen am 18. Dezember 2024 (englisch).
4. ↑  Den Mythos Nissan GTR mieten – Was steckt hinter Godzilla alias Nissan Skyline. In: Sportwagen mieten und anbieten - DRIVAR®. 22. September 2017 (drivar.de [abgerufen am 10. Oktober 2017]).
5. ↑  Tony Swan: 2009 Nissan GT-R – Specs. In: Car And Driver.com. Hachette Filipacchi Media U.S., Inc., Februar 2008, abgerufen am 24. Juni 2009 (englisch, auch im Car and Driver Magazin vom Februar 2008 auf Seite 103 zu finden).
6. ↑  NISSAN GT-R press information. Nissan Motor Co., Ltd., abgerufen am 24. Juni 2009 (englisch, die Website setzt auf ein Frame-System, um auf die Startseite zu gelangen kann folgender Link verwendet werden, NISSAN GT-R press information).
7. ↑  Die Getriebeprobleme wurden hier erstmals komplett behoben. Der NISSAN GT-R MY15 - NISSAN Sportautos. Archiviert vom Original am 4. April 2015; abgerufen am 3. April 2020.
8. ↑  Archivierte Kopie (Memento vom 31. Dezember 2013 im Internet Archive)
9. ↑  Holger Preiss: Nissan GT-R: Godzilla ist zurück – aber nur in den USA. In: autobild.de. 13. Januar 2023, abgerufen am 13. Januar 2023.
10. ↑  Nissan GT-R verfehlt Rundenrekord auf der Nordschleife nur knapp. In: auto.de. Unister GmbH, 15. Mai 2009, archiviert vom Original (nicht mehr online verfügbar) am 28. März 2010; abgerufen am 26. Februar 2010.
11. ↑  Nissan GT-R umrundet Nordschleife in 7:24,22 min. In: evocars-magazin.de. evocars, 7. November 2011, abgerufen am 28. November 2011.
12. ↑  Nächstes Update für den Nissan GTR. In: motorvision.de. Motorvision, 2. November 2012, ehemals im Original (nicht mehr online verfügbar); abgerufen am 12. Dezember 2012. (Seite nicht mehr abrufbar. Suche in Webarchiven)
13. ↑  Top Gear Test Track Lap Times. In: TopGear.com. BBC Worldwide Ltd., abgerufen am 26. Februar 2010 (englisch).
14. ↑  Nissan.de Fahrzeugdaten GTR (R 35) 2013 GT-R Deutschland pdf, aufgerufen am 20. Mai 2013
15. ↑  新型NISSAN GT-RでSUPER GTチャンピオン奪還をめざす. In: Nissan Press Release. Nissan Motor Co., Ltd., 31. Januar 2008, archiviert vom Original (nicht mehr online verfügbar) am 2. Oktober 2008; abgerufen am 26. Februar 2010 (japanisch).
16. ↑  NISMO FESTIVAL at FUJI SPEEDWAY 2007. Nismo, abgerufen am 26. Februar 2010 (japanisch).
17. ↑  デイビー日高: 日産 モータースポーツ 2010…SUPER GTは3台、FIA GT1世界選手権は4台のGT-R. In: Response.jp. IRI Commerce and Technology, Inc., 11. Februar 2010, abgerufen am 26. Februar 2010 (japanisch).
18. ↑  デイビー日高: ［写真蔵］日産 モータースポーツ 2010…GT500仕様R35型 GT-R. In: Response.jp. IRI Commerce and Technology, Inc., 13. Februar 2010, abgerufen am 26. Februar 2010 (japanisch).
19. ↑  2010年 グローバルモータースポーツ体制を発表. In: Nissan Press Release. Nissan Motor Co., Ltd., 10. Februar 2010, archiviert vom Original (nicht mehr online verfügbar) am 15. Februar 2010; abgerufen am 26. Februar 2010 (japanisch).
20. ↑  Neuzulassungen von Personenkraftwagen nach Marken und Modellreihen. In: Kraftfahrt-Bundesamt. Abgerufen am 1. Februar 2023.
Jahr 2009,
Jahr 2010,
Jahr 2011,
Jahr 2012,
Jahr 2013,
Jahr 2014,
Jahr 2015,
Jahr 2016,
Jahr 2017, Jahr 2018, Jahr 2019, Jahr 2020, Jahr 2021, Jahr 2022